# Octopussy and The Living Daylights
Octopussy and The Living Daylights is het veertiende James Bondboek van Ian Fleming, uitgebracht in 1966. Fleming heeft het boek niet kunnen afmaken. Hij overleed in 1964. Dit is een verhalenbundel met verschillende verhalen over Bond, net als het boek For Your Eyes Only. De titel van dit boek verwijst naar de oorspronkelijk opgenomen twee verhalen. De andere verhalen werden toegevoegd in latere edities.
De vier verhalen in de bundel zijn:
1. Octopussy - De Nederlandse titel hiervan is hetzelfde. De film Octopussy vertelt een nieuw verhaal, maar bevat wel een verwijzing naar dit korte verhaal. Bonds persoonlijke band met Hannes Oberhauser is verwerkt in de film Spectre.
2. The Living Daylights - De Nederlandse titel hiervan is Veel liefs uit Berlijn. Er is ook een film bij dit verhaal gemaakt: The Living Daylights, ofschoon enkel het begin van de film op dit verhaal gebaseerd is..
3. The Property of a Lady - De Nederlandse titel hiervan is Om het bezit van een dame. Dit verhaal werd in 1967 aan de bundel toegevoegd. Het begin van de film Octopussy bevat elementen van dit verhaal.
4. 007 in New York - De Nederlandse titel hiervan is hetzelfde. Het verhaal stond oorspronkelijk in het boek Thrilling Cities, en werd pas in 2002 aan deze bundel toegevoegd. De naam van het meisje, Solange, is gebruikt in de film Casino Royale. Het einde van de film Quantum of Solace vertoont enige overeenkomsten met dit verhaal.

## Octopussy
Oorlogsheld majoor Dexter Smythe woont al jaren in luxe op Jamaica, waar hij zich onder meer bezighoudt met het vangen van speciale vissen en het voeren van een octopus, die hij de koosnaam Octopussy gegeven heeft. Op een dag komt James Bond langs, en vertelt hem dat het lijk gevonden is van de berggids Oberhauser. Uit een lange flashback blijkt dat Dexter Smythe jaren geleden een voorraad nazi-goud gevonden had, en Oberhauser heeft vermoord om er met het goud vandoor te kunnen gaan. Het lijk kwam echter in een gletsjer terecht, en is zo na jaren weer gevonden. Voordat Bond vertrekt onthult hij aan de majoor waarom hij dit persoonlijk kwam vertellen: Oberhauser was als een soort tweede vader voor hem.
Dexter Smythe komt de volgende dag om het leven, als hij door een giftige vis wordt gestoken, waarna Octopussy hem verdrinkt. Bond geeft dit in de dossiers op als zelfmoord.

## The Living Daylights
Agent 272 moet uit Oost-Berlijn ontsnappen, en Bond moet voorkomen dat Trigger, een onbekende scherpschutter van de KGB, 272 zal neerschieten. Uiteindelijk blijkt Trigger een jong meisje, dat elke dag met een cello-koffer voorbij kwam lopen, en waar Bond een oogje op had. Bond schiet haar hierom niet dood, maar verwondt haar slechts. Zijn collega Sender berispt hem, omdat Bond strikte orders had om Trigger te doden, maar Bond bekommert zich hier niet om.

## The Property of a Lady
Een MI6-klerk, Maria Freudenstein, wordt ervan verdacht een dubbel-agente te zijn. Nu ze plotseling een Fabergé-ei geërfd heeft, denkt M dat dit een truc van de KGB is om haar uit te betalen, daar ze het ei meteen gaat veilen. Een hoge KGB-agent zal het ei simpelweg terugkopen. Bond moet ervoor zorgen dat hij ontdekt wie van de aanwezigen deze man is, en doet dit door de prijs op te drijven. De ene persoon die maar blijft bieden moet dus de KGB'er zijn en wordt dus kort hierna verklaard tot persona non grata. In de roman The Man With the Golden Gun; blijkt Maria Freudenstein dood te zijn, of ze is vermoord door de KGB blijft onopgelost.

## 007 in New York
Bond is in New York, om een vrouwelijke collega te vertellen dat haar minnaar een agent van de KGB is. Het verhaal is daarnaast vooral een uitgebreide beschrijving van de stad, en van Bonds culinaire voorkeuren. In zijn overdenkingen van New York concludeert Bond dat de stad alles heeft. Als hij naar het reptielenhuis gaat van Central Park Zoo, om Solange te ontmoeten, ontdekt hij dat zijn conclusie over New York voorbarig was: Central Park Zoo heeft geen reptielenhuis.